# Leib Weihnachtskuchen und sein Kind
Leib Weihnachtskuchen und sein Kind ist eine Erzählung des österreichischen Schriftstellers Karl Emil Franzos, die 1896 in Berlin erschien.

## Zeit und Ort
Galizien in der ersten Hälfte der 1860er Jahre: Ort der Handlung ist das von ruthenischen Bauern und orthodoxen Juden bewohnte Dorf Winkowce am Ostufer des Dnestr. Auf der Bahnfahrt von Lemberg in südöstlicher Richtung nach Czernowitz wird auf halber Strecke Halicz erreicht. Die nächste Ortschaft – noch vor Jezupol – ist Winkowce. Die Geschichte handelt eine ganze Zeit vor dem 1. September 1866, dem Tag, an dem die Bahnstrecke eröffnet wurde. Die Österreicher hatten in den Ortschaften jener Gegend zumeist – der Historie folgend – polnische Adelige als Herrschaft etabliert. Der Gutsherr von Winkowce war der Edelmann Herr Wladislaus von Paterski.

## Vorgeschichte
Der 21-jährige rohe, tölpelhafte Bauer Janko Wygoda galt in Winkowce zwar – vom bloßen Ansehen her – als „hässlicher Mensch“, doch er war der einzige im Dorf, der der 10-jährigen Miriam – Tochter des bettelarmen frommen Juden Leib Weihnachtskuchen – ein Lächeln entlocken konnte. Janko fertigte gelegentlich für Miriam Spielzeug an. Für Miriam war Janko weder ein Tölpel noch hässlich, „sondern eben der arme, gute Janko, der keine andere Freude hat als das Geplauder“. Miriam hatte keinen anderen Freund. Der Christ Janko musste bei alledem Miriams Vater, den Juden Leib, hassen. Denn bei diesem Pächter der Dorfschenke hatten Jankos Eltern zu Lebzeiten gemeinsam ihren Besitz vertrunken. Zudem diente Leib manchmal den drei Wucherern als Makler. Die Wucherer waren Herr von Paterski sowie zwei Haliczer – der Pächter der dortigen Herrschaft Stefan Kastanasiewicz – ein Armenier und der Jude Moses Erdkugel. Aber als Jankos Vater gestorben war und die drei Wucherer die Wechsel einklagten, war es Leib, der im Auftrage Jankos bei jedem der Wucherer Schonung erflehte. Bei Herrn von Paterski fand Leib Gehör. Janko konnte seinen verschuldeten Hof behalten und arbeitete von früh bis spät auf seinem Acker; fand keine Zeit mehr, für die inzwischen 12-jährige Miriam Spielzeug anzufertigen. Jedenfalls wurden Leib und Janko Freunde. 

## Handlung
Miriams sieche 39-jährige Mutter Chane leidet an der Auszehrung und will vor ihrem Ende das einzige, inzwischen fast 16-jährige Kind verheiratet sehen. Da für eine Ausstattung der Braut die Mittel fehlen, wäre Chane auch ein Witwer mit vielen Kindern oder ein Pflegebedürftiger als Bräutigam akzeptabel. Leib, „ein Rohr im Winde“, dessen Ehefrau Chane im Hause die Hosen anhat, muss einen Bräutigam suchen. Janko will Miriam zur Frau. Leib redet dem Freunde das aus: Ein Christ heiratet eine Jüdin – unmöglich. Darauf Janko: „... mein Weib wird sie und keines anderen! Verlobst du sie, so töt ich sie und dann mich!“ Leib hört nicht, gehorcht  aus Gewohnheit seiner Frau und findet als Bräutigam den 70-jährigen Juden David Münzer, Besitzer einer Dampfsäge am Dnestr. Münzer, dessen dritte Frau Malke kürzlich verstorben ist und in dessen Haus noch fünf Kinder leben, gilt als der reichste Mann in Halicz. Chane ist zufrieden. Weder die Mutter noch Leib wagen, die Tochter über das vorgerückte Alter ihres künftigen Gatten ins Bild zu setzen. Das erledigen schließlich nach dem Tod der Mutter andere. 
Janko verschuldet den Tod Chanes mit. Während eines Zornesausbruchs am Krankenbett der Mutter löst er bei der inzwischen Darniederliegenden einen tödlichen Blutsturz aus. Janko hatte die Kranke angeschrien: „Und willst du sie [Miriam] nicht taufen lassen, so wird sie meine Metze! ... hörst dus, du verdammte Jüdin...!“
Miriam nimmt die Heimlichtuerei ihrem Vater übel. Die gehorsame Tochter willigt aber in die angebahnte Ehe mit dem Greis ein. Der Hochzeitstermin wird vereinbart. 
Die oben erwähnte Bahnlinie soll auch durch die Winkowcer Flur verlegt werden. Herr von Paterski weiß von der geplanten Trassenführung und hat die meisten voraussichtlich betroffenen Flurstücke käuflich erworben. Nur Janko sträubt sich. Er verkauft seinen Obstgarten nicht an den erbosten Gutsbesitzer. Die Kommission, von Wien beauftragt, reist an und steckt die Bahnstrecke ab. Als Jankos Garten an der Reihe ist, widersetzt sich Bauer Janko, verwundet einen Gerichtsdiener schwer, wird überwältigt und wegen bewaffneten Widerstandes gegen die Staatsgewalt inhaftiert. Bis zur anstehenden Verhandlung, bei der dem Bauern Janko ein halbes Jahr Gefängnis droht, soll der Delinquent einen Tag nach Miriams Hochzeit vorübergehend freigelassen werden. Der Wärter aber lässt Janko versehentlich an Miriams Hochzeitstag frei. Der Dnestr führt Hochwasser. Als das neuvermählte Paar nach der Hochzeitsfeier in der Nacht zu Münzers Wohnsitz an der Dampfsäge übersetzen will, hat Janko die Stelle des Ruderknechts eingenommen, lenkt den Kahn in die Strömung, schaukelt und schaukelt stärker. Der Kahn schlägt um. Die Drei versinken in der Flut.

## Rezeption
Sprengel hebt den Eisenbahnbau als Thema der „romanartigen Großerzählung“ hervor und verknüpft das Faktum mit einer Kurzbetrachtung zum Erzählverhalten. Franzos lade den ethnographisch interessierten Leser zu einer Expedition in die Fremde ein. Dabei falle auf den Landstrich um das Städtchen Halicz ein „fast kolonialistischer Blick“.  

### Ausgaben
- Leib Weihnachtskuchen und sein Kind. Erzählung von Karl Emil Franzos. Concordia Deutsche Verlags-Anstalt, Berlin 1896 (archive.org).
- Karl Emil Franzos: Leib Weihnachtskuchen und sein Kind. Cotta’sche Verlagsbuchhandlung, Stuttgart 1924.
- Leib Weihnachtskuchen und sein Kind, S. 377–559 in Karl Emil Franzos: Moschko von Parma. Drei Erzählungen (enthält noch: Moschko von Parma – Judith Trachtenberg). Rütten & Loening, Berlin 1972  (1. Aufl.).
- Leib Weihnachtskuchen und sein Kind in Karl Emil Franzos: Galizische Erzählungen (enthält noch: Der Stumme). Aufbau-Verlag, Berlin 1980 (Aufbau-Taschenbuch 449)
- Karl Emil Franzos: Leib Weihnachtskuchen und sein Kind. Erzählung. Mit 15 Illustrationen von Erika Müller-Pöhl. Nachwort von Herbert Greiner-Mai. Greifenverlag zu Rudolstadt 1984 (1. Aufl., verwendete Ausgabe).
- Karl Emil Franzos: Leib Weihnachtskuchen und sein Kind. Erzählung. Verlag tredition, Hamburg 2011, ISBN 978-3-8424-0744-2.
- Karl-Maria Guth (Hrsg.): Karl Emil Franzos: Leib Weihnachtskuchen und sein Kind. Verlag Contumax – Hofenberg, Berlin 2016, ISBN 978-3-86199-745-0.

### Sekundärliteratur
- Peter Sprengel: Geschichte der deutschsprachigen Literatur 1870–1900. Von der Reichsgründung bis zur Jahrhundertwende. München 1998, ISBN 3-406-44104-1.